# 곽종근
곽종근(郭種根 1968년~)은 대한민국의 군인이다.
1968년 충청남도 금산군에서 출생하여 1987년 육군사관학교에 입교(47기)하였고, 1991년 3월 1일 육군 소위로 임관하였다. 이후 대통령경호처, 제3야전군, 한미연합군사령부 등에서 근무하였다. 2023년 11월 육군 소장에서 육군 중장으로 진급함과 동시에, 제32대 대한민국의 육군특수전사령관에 임명되었다.
2024년 12월 3일 대한민국 비상계엄 당시, 특수전사령관으로 제1공수특전여단, 제3공수특전여단, 제9공수특전여단, 제707특수임무단 등을 지휘하였다. 2024년 12월 8일 직무정지되었다.
2025년 1월 20일부로 국방부에 의해 보직해임되었다.

## 경력
- 지상작전사령부 기획처
- 제17보병사단 사단장
- 합동참모본부 작전부장
- 합동참모본부 전작권전환추진단장
- 육군특수전사령관

## 학력
- 충남고등학교(졸업)
- 육군사관학교(졸업)
- 육군대학(수료)[5]
- 조선대학교 정책대학원 석사(졸업)[6]

## 같이 보기
- 2024년 대한민국 비상계엄